# Anjeza Shahini
Anjeza Shahini (Tirana, 4 maggio 1987) è una cantante albanese.
Ha rappresentato l'Albania all'Eurovision Song Contest 2004 svoltosi a Istanbul, dove ha presentato il brano The Image of You.

## Discografia
- Welcome (2006)
- Erdhi Momenti (2008)
- Ujë në shkretëtirë (2014)